# Jag vill ej veta vem du är!
Jag vill ej veta vem du är! är en tysk romantisk komedifilm från 1932 i regi av Géza von Bolváry. Filmen är en förväxlingskomedi. Gustav Fröhlich spelar den utblottade greve Lerchenau som tvingas arbeta som chaufför, något han gör under namnet Robert Lindt.

## Rollista
- Liane Haid - Alice Lamberg
- Gustav Fröhlich - Robert Lindt
- Szöke Szakall - Ottokar
- Max Gülstorff - Führing
- Fritz Odemar - Fritz von Schröder
- Leonard Steckel - Alvarez
- Adele Sandrock - Emerenzia
- Betty Bird - Käthe